# 国民議会 (マリ)
国民議会（こくみんぎかい、フランス語: Assemblée nationale）は、マリ共和国の立法府である。2020年8月のマリ軍事クーデターにより解散し、同年12月に設立された国民移行評議会が代替している。

## 概要
一院制、定数147、任期5年。